# Anthurium alatipedunculatum
Anthurium alatipedunculatum är en kallaväxtart som beskrevs av Thomas Bernard Croat och R.A.Baker. Anthurium alatipedunculatum ingår i släktet Anthurium och familjen kallaväxter. Inga underarter finns listade.